# Ситник ропуховий
Ситник ропуховий або ситник жаб'ячий (Juncus bufonius L.) – вид рослин родини ситникові (Juncaceae). лат. bufonius — «що росте в сирих місцях». Зростає по всій території України на вологих піщаних місцях, на берегах водойм, на луках, коло доріг

## Опис
Однорічна рослина, досить змінна за зовнішнім виглядом. Досягає висоти росту 40 сантиметрів. Круглі, гладкі листові стебла часто сланкі або вертикального зростання. Пластина листя вузька і плоска, у верхній частині ниткоподібна. Листки ростуть з піхов, які злегка червонуваті або жовтуваті. Квітки поодинокі, рідко в групах. Плоди — завдовжки від 3 до 5 міліметрів, подовжені овальні капсули. Насіння завдовжки приблизно 0,3 мм.

## Поширення
Африка: Алжир; Єгипет; Лівія; Марокко; Туніс; Ефіопія; Кенія, Уганда, Руанда, Мадагаскар; Маврикій. Субантарктичні острови: Фолклендські острови; Острів Святої Єлени. Азія: Ємен; Афганістан; Кіпр; Єгипет — Синай; Іран; Ірак; Ізраїль; Йорданія; Ліван; Сирія; Казахстан; Киргизстан; Таджикистан; Туркменістан; Узбекистан; Монголія; Китай; Японія; Північна Корея; Південна Корея; Тайвань; Бангладеш; Бутан; Індія; Непал; Пакистан; Шрі Ланка; М'янма; Таїланд; В'єтнам; Індонезія — Калімантан; Малайзія; Філіппіни. Кавказ: Вірменія; Азербайджан; Грузія; Росія — Чечено-Інгушетія, Передкавказзя, Дагестан, Кабардино-Балкарія, Краснодар, Північна Осетія, Ставропольський; Алтайський край, Бурятія, Чита, Гірничо-Алтайський, Іркутський, Кемеровський, Красноярський, Курган, Новосибірськ, Омськ, Томськ, Тува, Тюмень, Якутія-Саха; Амурської, Камчатської, Хабаровськ, Курильські острови, Магадан, Примор'я, Сахалін, європейська частина. Європа: Данія; Фінляндія; Ісландія; Норвегія; Швеція; Об'єднане Королівство; Австрія; Бельгія; Чехія; Німеччина; Угорщина; Нідерланди; Польща; Словаччина; Швейцарія; Білорусь; Естонія; Латвія; Литва; Україна [вкл. Крим]; Албанія; Боснія і Герцеговина; Болгарія; Хорватія; Греція [вкл. Крит]; Італія [вкл. Сардинія, Сицилія]; Македонія; Чорногорія; Румунія; Сербія; Словенія; Франція [вкл. Корсика]; Португалія [вкл. Азорські острови, Мадейра]; Іспанія [вкл. Балеарські острови, Канарські острови]. Австралія. Північна Америка: Канада; Сполучені Штати; Мексика. Південна Америка: Багамські Острови; Куба; Гваделупа; Ямайка; Коста-Рика; Гватемала; Венесуела; Болівія; Колумбія; Еквадор; Перу; Аргентина; Чилі; Уругвай. Натуралізований: ПАР; Нова Зеландія; США — Гаваї.
Зростає в майже постійно затоплених районах. У Баварських Альпах піднімається до 2000 м над рівнем моря.

## Галерея

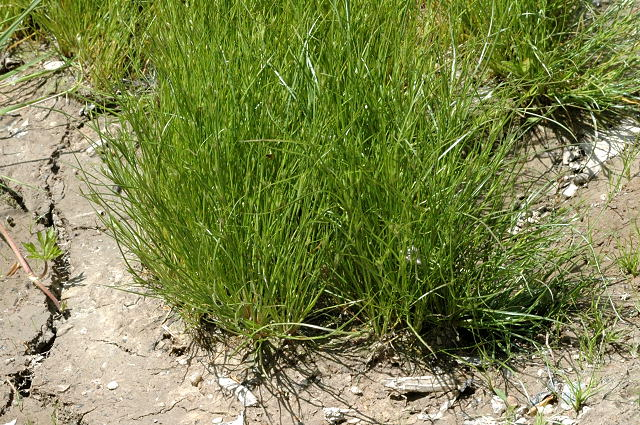
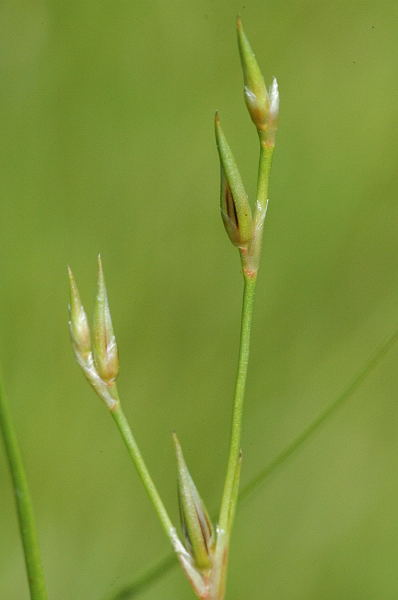
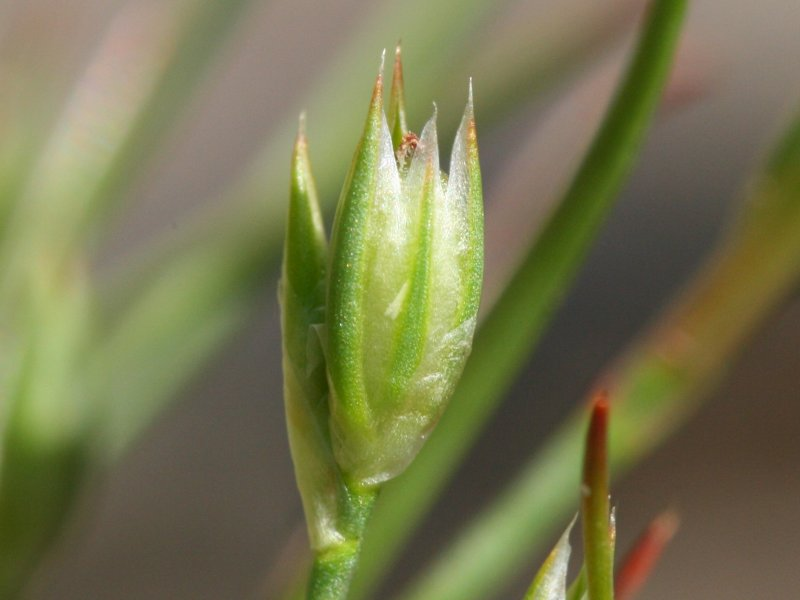
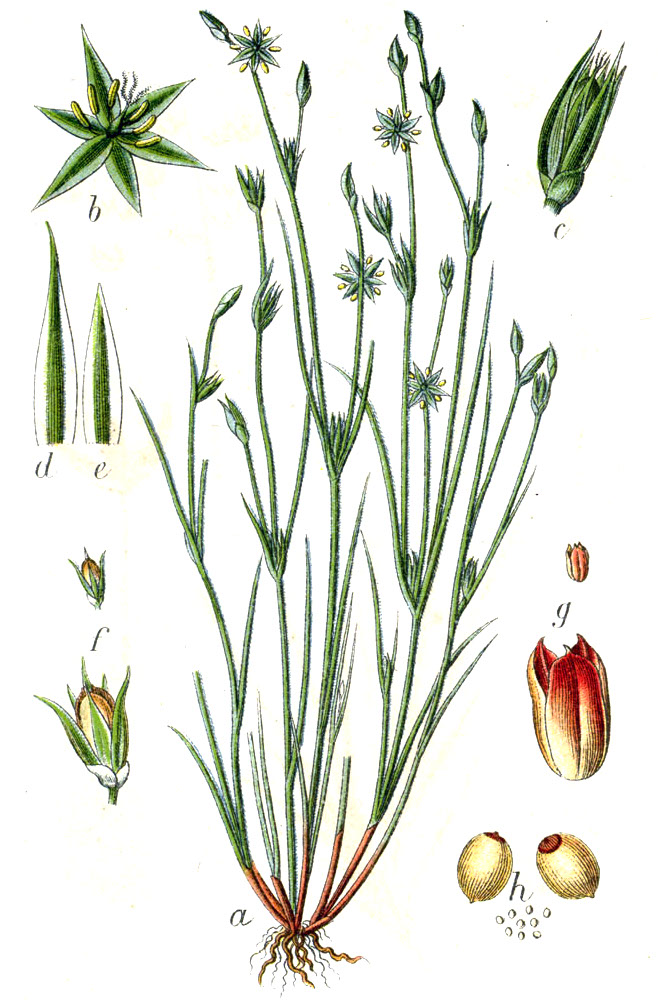